# Hermann Geiger
Hermann Geiger (Basilea, 10 settembre 1870 – Basilea, 2 aprile 1962) è stato un farmacista e imprenditore svizzero.

## Biografia
Hermann Geiger nasce a Basilea in Alemannengasse - Klein Basel il 10 settembre 1870 da una famiglia originaria di Heidelberg, imparentata con gli Heuss ed i Knapp.
Suo padre Friedrich, laureato in farmacia, nel 1862 acquista a Basilea una delle più antiche farmacie della città, la Goldene Apotheke Basel (GABA), fondata nel 1638. In questa farmacia e nello stesso anno comincia la produzione e la vendita delle Pastiglie Wybert su ricetta originale del dottor Emanuel Wybert. Fino al 1900 tali pastiglie vengono prodotte artigianalmente nel sottosuolo della stessa farmacia.
La famiglia abita nella Freiestrasse nel palazzo della farmacia, dove nel 1870 nasce Hermann.
Il giovane Hermann frequenta le scuole primarie ed il ginnasio e qui sviluppa il suo amore per la botanica, la chimica e la fisica, amore che lo spinge ad iscriversi a diversi tirocini prima a Basilea e poi a Zurigo.
Appassionato anche di musica, impara a suonare il violoncello.
Frequenta l’Università di Zurigo dove nel 1897 consegue la laurea "Summa cum laude" con una tesi dal titolo "Contributo per la diagnostica farmaceutica e botanica sulla conoscenza delle foglie di jaborondi".
Torna a Basilea e qui si sposa il 28 gennaio 1897. Dal matrimonio nascono tre figli, due femmine ed un maschio.
Negli anni seguenti la Pastiglia Wybert ottiene l'omologazione ed il relativo brevetto da Berna.
Muore il 2 aprile 1962 lasciando ai suoi eredi una Holding fiorente.

## Attività imprenditoriale
Nel 1906, a St Louis (Alsazia) nasce il primo stabilimento per la produzione industriale della Wybert.
Nel 1917 Hermann fonda la GABA AG per la produzione e la vendita della Wybert-Gaba.
Dal 1919 al 1926 avviene la costituzione di GABA BV Olanda, Gmbh Loerrach Tumringen, Doma AG a Basilea che diventa la holding del gruppo, che si espande in buona parte dell’Europa.
Nel 1944 la Gaba AG si specializza nell'igiene orale ed inizia la produzione del primo dentifricio con Vitamina A, cui seguiranno negli anni seguenti Aronal, Elmex rosso, Meridol con fluoruri amminici ed infine Elmex Sensitive, alcuni di essi protetti da brevetti.

## Sviluppi del gruppo dopo la sua morte
Nel 1979 la Gaba AG diventa GABA International AG Basel e coordina tutte le funzioni corporate. In questi anni vengono registrati marchi che troveranno affermazione in tutto il mondo.
Nel 1999 viene inaugurato il Centro Logistico "Entenbad a Loerrach Haningen.
Fino al 2004 vengono acquisite società in Francia ed in Italia.
Nel 2004 la Colgate-Palmolive acquisisce il gruppo GABA.